# Мечі Марса
«Мечі Марса» — восьмий роман Барсумської серії  Едгара Берроуза. Відразу ж опублікований окремою книгою, вона стала першою, випущеною власним видавництвом Берроуза — Edgar Rice Burroughs, Inc..

## Сюжет
Оповідання ведеться від імені Джона Картера, вперше після роману «Владика Марса». Владика Марса відвідує свого племінника Едгара Берроуза під час полювання в Колорадо, і розповідає історію боротьби з Гільдією вбивць.
Місто Зоданга, приєднане до імперії Геліума як весільний подарунок Деї Торіс, стало притулком для опозиції і особистих ворогів Тардоса Морса — джеддака Геліума. У цьому ж місті обкопалася могутня Гільдія вбивць, з якою нічого не міг вдіяти закон. Джон Картер вирішив створити у відповідь організацію суперубивць, і сам відправився в Зодангу, щоб вийти на ватажків Гільдії. Видавши себе за пантана Вандора, він знайомиться з найманцем-убивцею Рапасом Ульсіо, і наймається охоронцем до винахідника Фала Сіваса, зайнятого будівництвом Механічного Мозку. Одночасно йому дають завдання стежити за Гар Налом — конкурентом Фала Сіваса. Фал Сівас, крім того, побудував космічний корабель, для управління яким і потрібен Механічний Мозок.
Гільдія вбивць дізнається про перебування в Зодангі Джона Картера, і заявляє, що задля помсти викрала Дею Торіс, сховавши її на Турії — ближньому місяці Марса ( Фобосі). Джон Картер захоплює зореліт Фал Сіваса і летить на Турію, виявивши, що вона населена білошкірим народом тарідів з блакитним волоссям. Ворогами тарідів є мазени. Таріди — сильні телепати, і здатні спотворювати картину світу у чужинців, для яких вони просто невидимі, проте мазена на ім'я Умка вчить Картера, як подолати гіпноз. У фіналі роману з'ясовується, що винахідник Гар Нал обдурив главу Гільдії вбивць Ур Джана, вкравши у нього їх загальну «здобич» і Джона Картера, сказавши, що Дею Торіс він залишив на Турії в країні Омбр (насправді вона була в сусідній кімнаті, зів'язана і з кляпом у роті), в надії відіслати прибулу по його душу компанію подалі від себе, а то і позбутися зовсім, за що Ур Джан вбиває негідника. Дея Торіс, яку Гар Нал привіз з собою на Барсум після втечі з Турії, повертається до чоловіка.

## Примітний факт
Перші букви передмови і кожної з 24 глав роману утворюють акростих «To Florence with all My Love Ed». Флоренс — друга дружина Берроуза, за якою він доглядав в період написання роману.